# Corangamite-tó
A Corangamite-tó ausztráliai Victoria állam legnagyobb természetes sós tava, a kilenc tóból álló Nyugati Körzeti Tavak (angolul Western Distric Lakes) része. A tó Colac városa közelében található, ami megközelítőleg 150 km-re délkeletre van Melbourne-től.
A Nyugati Körzeti Tavak és ezen belül a Corangamite-tó a Ramsari egyezmény alapján, 1982. december 15. óta nemzetközi jelentőségű vadvizek közé van besorolva.

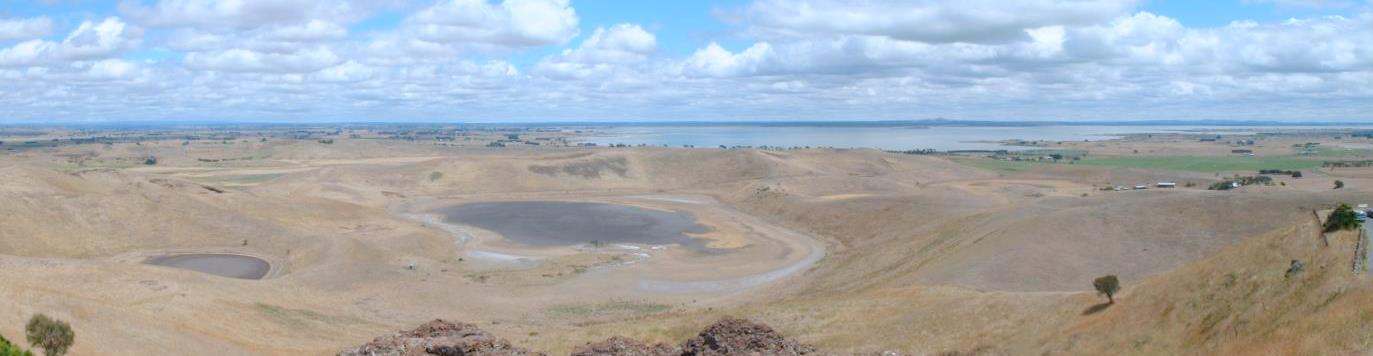
A Corangamite-tó környéke

A tó vulkanikus bazaltmélyedésben fekszik. A tó vízszintje változó, de 1838 óta még soha nem volt teljesen kiszáradva. A tó só tartalma akár háromszorosa is lehet a tenger víznek.
A tó környéke gazdag tápanyagokban, így több mint 40 őshonos növény és 100 állatfaja található a környéken.